# Connochaetes taurinus taurinus
El ñu listado (Connochaetes taurinus taurinus), ñu de barba negra o ñu abigarrado, es una subespecie de ñu de la familia Bovidae.

## Descripción
Tiene un pecho muy robusto. La cola es negra muy similar a la del caballo. Tanto el macho como la hembra poseen cuernos, aunque los de la hembra son mucho menos robustos. Los cuernos crecen hacia fuera, hacia arriba y finalmente apunta hacia adentro. La barba es negra.

## Hábitat
Sabana abierta con zonas boscosas y sabanas herbáceas.

## Distribución
Sudáfrica, Mozambique, Zimbabue, Angola, Namibia, Zambia y Botsuana. Extinto en Malaui.

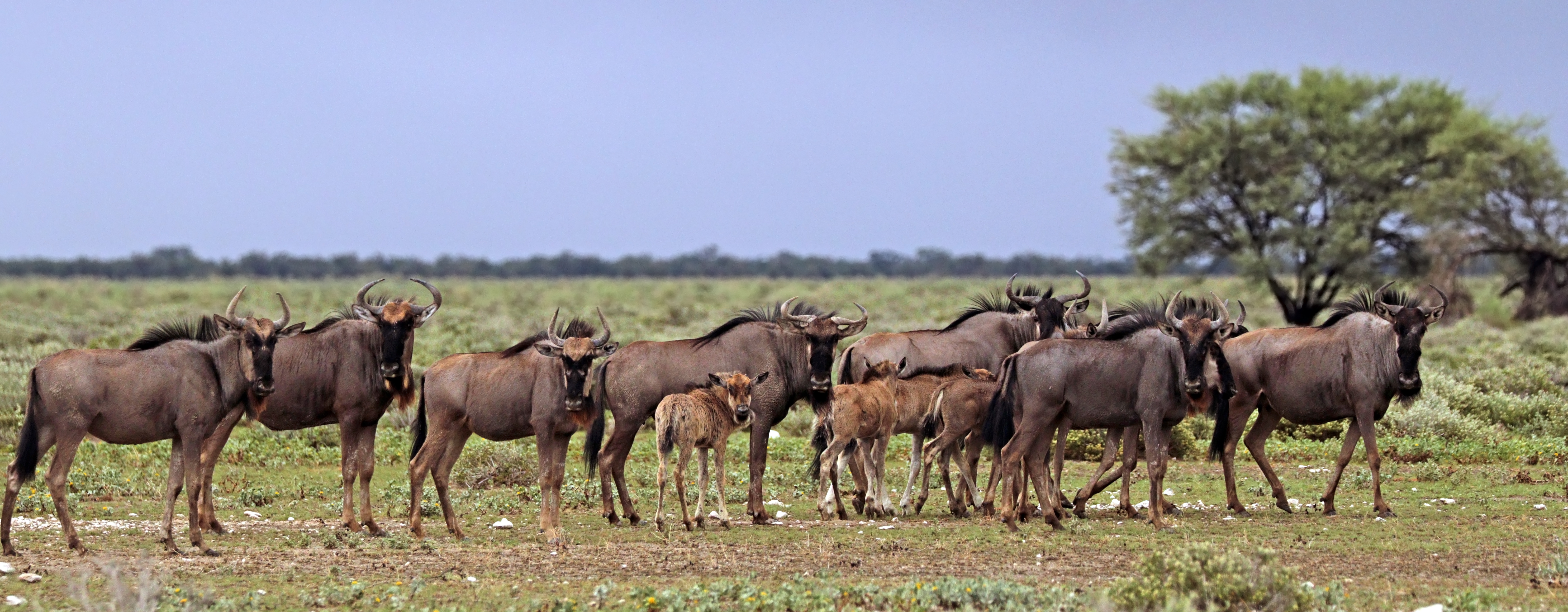
Manada de ñus azules listados en el Suroeste de África

## Alimentación
Se alimentan principalmente de una amplia variedad de pastos, aunque también pueden comer plantas suculentas y ramonear arbustos.